# かーみら
かーみら（3月5日 - ）は、 日本の漫画家。大分県出身、九州在住。

## 特徴
主として、マックス『COMICポプリクラブ』誌、コアマガジン『漫画ばんがいち』誌に作品を発表していた。男子はイケメン調で、女子はかわいらしい美麗な絵柄の、シャープな線のキャラクターを描く。基調は純愛物。
羽や骨のようなものが好みだという。
『あまちゃん』のファンであった。『ときめきメモリアル Girl's Side』のファンでもある。
男子はイケメン調でストーリーは純愛路線であるために電子書籍サイトなどでは女性向けやTLレーベルで出されており、近年はぶんか社の『ラブキス』や『無敵恋愛S*girl』などTL雑誌での読み切り、連載も増えている。

## 作品リスト

### 連載
- 溺愛彼氏には2つの顔がある 真面目ヤンキーと処女ちゃんの幸せえっちのススメ（原作：森田りょう、『ラブキス！』Vol.3〈2018年12月28日〉 - Vol.13〈2019年10月25日〉、以後、電子短話2019年11月22日 - 2020年2月28日） - 不定期連載。
- 詰んでる元悪役令嬢はドS王子様から逃げ出したい（原作：うすいかつら、『comicブースト』[7]2020年5月19日 - 連載中）

### 読み切り
- だって大好きだもん！（『漫画ばんがいち』2012年5月号）
- 甘い恋心（『漫画ばんがいち』2012年6月号）
- 僕の彼女はチアガール（『COMICポプリクラブ』2012年11月号）
- 落し物にちゅー♥いして！（『COMICポプリクラブ』2013年3月号）
- お嬢様と執事の×××。（『COMICポプリクラブ』2013年6月号）
  - ほしがりなお嬢様 Young lady will you wish（『COMICポプリクラブ』2013年11月号）
- 僕と君と雷と（『COMICポプリクラブ』2013年8月号）
- 2人の秘密（『漫画ばんがいち』2013年11月号）
- まりえの12cm（『COMICポプリクラブ』2014年12月号）
- 不器用な恋、はじめます。（『無敵恋愛S*girl』2015年5月号）
- 姫と呪われた騎士（『COMICポプリクラブ』2015年6月号）
  - 魔女と角ナシの魔王（『COMICポプリクラブ』2015年8月号）
- アイドル♥発情カノジョ（『COMICポプリクラブ』2015年9月号）
- ふわふわ恋のBaby Doll（『COMICポプリクラブ』2015年11月号）
- 不器用な恋〜先生、もっと乱して〜（『無敵恋愛S*girl』2015年12月号）
- 雨のちキスの恋模様（『無敵恋愛S*girl』2016年4月号）
- 欲情×温泉〜イジワル彼氏の甘い罰〜（『無敵恋愛S*girl』2016年7月号）
- 無自覚ユウワク〜親友はおおかみ男子でした〜（『無敵恋愛S*girl』2017年1月号）

### 書籍
- 『でぃあまいだーりん！』コアマガジン〈ホットミルクコミックス425〉、2016年3月14日発行（2016年2月29日発売[8]）、ISBN 978-4-86436-878-0
- 『お兄ちゃんだけどエッチがしたい』大都社〈ダイトコミックス TLシリーズ〉、2016年11月14日発売[9]、ISBN 978-4-86495-158-6
- 『先生と始める蜜恋授業』ぶんか社〈ぶんか社コミックス Sgirl Selection〉、2017年2月28日発売[10]、ISBN 978-4-82117-991-6
- 『溺愛彼氏には2つの顔がある 真面目ヤンキーと処女ちゃんの幸せえっちのススメ』ぶんか社〈ぶんか社コミックス Sgirl Selection〉、2020年6月24日発売[11]、ISBN 978-4-82113-924-8
- 『詰んでる元悪役令嬢はドS王子様から逃げ出したい』、幻冬舎コミックス〈バーズコミックス〉2020年 - 、既刊6巻（2025年7月24日現在）
  1. 2020年10月24日発売[12]、ISBN 978-4-34484-739-2
  2. 2021年8月24日発売[13]、ISBN 978-4-34484-882-5
  3. 2022年9月24日発売[14]、ISBN 978-4-34485-112-2
  4. 2023年7月24日発売[15]、ISBN 978-4-34485-247-1
  5. 2024年6月24日発売[16]、ISBN 978-4-34485-426-0
  6. 2025年7月24日発売[17]、ISBN 978-4-34485-612-7